# Juan Manuel Bonet Planes
Juan Manuel Bonet Planes (París, 1953) és comissari, crític d'art i escriptor, actual director de l'Institut Cervantes.
Fill de l'historiador de l'art Antonio Bonet Correa. Ha estat director de l'Institut Valencià d'Art Modern (IVAM) del 1995 al 2000, i del Museo Nacional Centro de Arte Reina Sofía (MNCARS) del 2000 al 2004. Al llarg de la seva trajectòria, ha comissariat mostres com “El ultraísmo y las artes plásticas”, “Los años pintados”, “De Picasso a Dalí”, “El surrealismo entre Viejo y Nuevo Mundo”, “El objeto surrealista en España”, “El poeta como artista” i “España años 50”. Es membre del jurat del Premi Internacional Catalunya.
Entre les seves obres, destaca “Diccionario de las vanguardias en España (1907-1936)”; monografies sobre Toulouse-Lautrec, Edvard Munch, Juan Gris, Marià Fortuny, Giorgio Morandi, Manolo Millares, Ramón Gómez de la Serna, Francisco Vighi, Rafael Alberti i Max Aub, entre d'altres. També és autor dels llibres de poesia La patria oscura (1983), Café des exilés (1990), Última Europa (1990), Praga. Doce poemas de Pavel Hrádok en versión de J.M.B. (1994), Postales (2004) i Polonia-Noche (2008), així com del dietari La ronda de los días (1990).